# Bande à Ortiz
La bande à Ortiz est un groupe anarchiste illégaliste actif au début des années 1890 en Europe occidentale. La bande est connue pour sa série de cambriolages, son influence dans l'apparition et le développement de l'illégalisme, faisant suite aux Intransigeants de Vittorio Pini, et pour son rôle central au procès des Trente.
Composée de militants anarchistes français ou italiens, souvent par couples de deux, la bande se constitue autour de Léon Ortiz dans la première moitié des années 1890 et rassemble Annette Soubrier-Paolo Chiericotti, Antoinette Cazal, Orsini Bertani-Maria Zanini ou encore Victorine Trucano et son fils, Louis, entre autres. À la fin de 1892 et au début de 1893, Ortiz et Émile Henry, au moins, participent à des cambriolages ensemble dans le Nord de la France. En octobre 1893, un certain nombre de membres de la bande s'installent ensemble au 1er avenue Brune, où ils entreposent les biens volés pendant leurs cambriolages.
Peu après l'attentat du café Terminus par Henry, la police effectue des descentes dans les caches de la bande, et arrête les membres qui se trouvent dans la cache. Ils sont ensuite mis en procès pendant le procès des Trente, un procès politique visant le mouvement anarchiste en France, et mêlant la bande à Ortiz à des théoriciens et de « grandes figures » du mouvement anarchiste. Lors du procès, la justice se concentre surtout sur la bande, et alors que les jurés acquittent la plupart des accusés, Ortiz (15 ans de bagne), Chiericotti (8 ans de bagne) et Bertani (6 mois de prison ferme) sont les seuls condamnés.

## Histoire

### Contexte
Au XIXe siècle, l'anarchisme naît et se constitue en Europe avant de se propager. Les anarchistes défendent la lutte contre toutes formes de domination perçues comme injustes, parmi lesquelles on trouve la domination économique, avec le développement du capitalisme. Ils sont particulièrement opposés à l'État, vu comme l'institution permettant d'entériner un bon nombre de ces dominations au travers de sa police, son armée et sa propagande.
Cependant, malgré l'ouverture affichée du mouvement anarchiste, il reste alors très fermé aux revendications sociales de classes comme les repris de justice, et être repris de justice peut résulter dans l'exclusion du mouvement anarchiste.
Cette situation évolue dans la seconde moitié des années 1880, lorsque les anarchistes Clément Duval (1887) et Vittorio Pini (1889) sont arrêtés par la police et jugés. Ces deux militants sont des repris de justice, impliqués dans des cambriolages, et développent les fondements de l'idéologie de l'illégalisme et l'un de ses points centraux, l'utilisation de la reprise individuelle, l'idée qu'il serait légitime de voler les capitalistes étant donné que les capitalistes voleraient le peuple. Les deux sont condamnés à de lourdes peines de déportation au bagne.

### Formation et activités

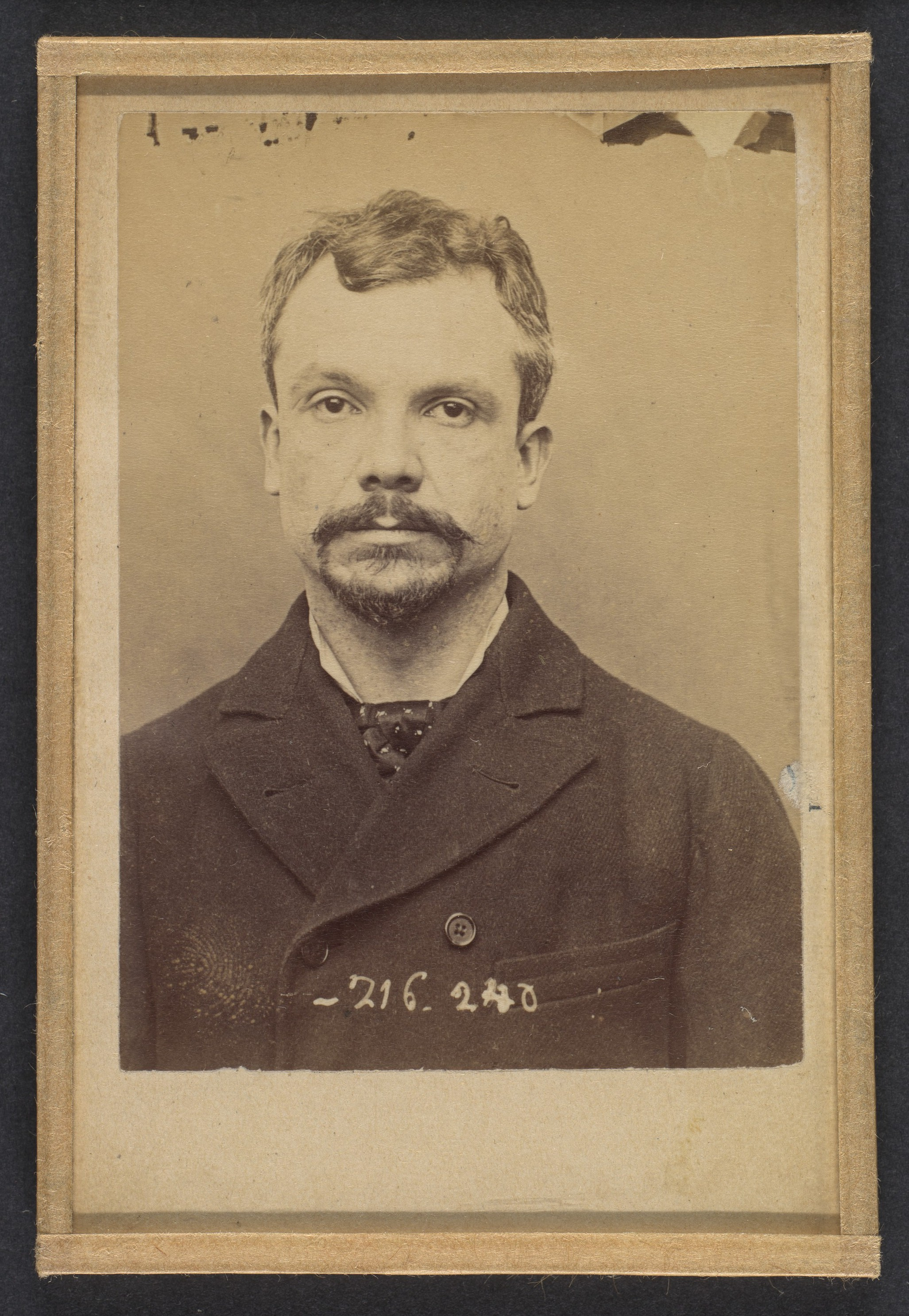
Photographie policière de Paolo Chiericotti par Alphonse Bertillon (1894)

Avant son arrestation et sa condamnation, Pini et son groupe, les Intransigeants, sont en lien avec et influencent un certain nombre d'anarchistes en France. Il côtoie en particulier Léon Ortiz et Paolo Chiericotti, deux futurs membres de la bande à Ortiz,. À partir de 1892 au moins, Ortiz et d'autres militants se rassemblent et commencent à effectuer une série de cambriolages en France,. À la fin de l'année 1892 et au début de l'année 1893, Ortiz, Chiericotti et Émile Henry - alors en fuite après l'attentat de Carmaux-Bons Enfants - se retrouvent et effectuent probablement des cambriolages dans le Nord de la France, en utilisant la Belgique et Londres comme points d'appui,. L'historien Rolf Dupuy donne au moins ces cambriolages entre 1892 et 1893 :
- le 13 août 1892 à Abbeville (Somme)
- le 7 janvier 1893 à Fiquefleur (Eure)
- le 29 janvier 1893 à Nogent-les-Vierges (Oise)
- en juillet 1893, rue de Longchamp à Paris.

Au long de l'année 1893, Ortiz se déplace à de nombreux endroits en France et se rend même à Barcelone et Perpignan, entre autres. Il est soupçonné d'avoir financé les activités de propagande par le fait d'Émile Henry pendant la période que la presse appelle l'Ère des attentats (1892-1894).
Londres en particulier sert de lieu important pour le recel des biens volés par la bande. La gestion du recel semble être laissée aux militantes de la bande, comme Victorina Trucano, Maria Zanini, Antoinette Cazal et possiblement Annette Soubrier, qui se déplace souvent entre Paris et Londres pendant cette période,,,.
En octobre 1893, un certain nombre de membres du groupe se rassemble au 1er avenue Brune, à Paris, où les biens volés sont entreposés avant d'être recelés,,,. Dans ce lieu de rassemblement, les membres sont par couples de deux, Soubrier et Chiericotti, Cazal et Ortiz, Zanini et Orsini Bertani, Trucano et son fils, Louis Belloti,,,.

### Arrestations
Entre février et mars 1894, suite à l'attentat du café Terminus et la répression de début 1894, les membres de la bande sont ciblés par des descentes de la police, en particulier dans leurs domiciles au 1er avenue Brune - où la police arrête la plupart des membres,,,,,. Chiericotti est arrêté en allant chercher Soubrier à la gare de Lyon, et la police trouve sur elle une broche en diamant lors de son arrestation - possiblement destinée au recel.

### Procès des Trente et condamnations

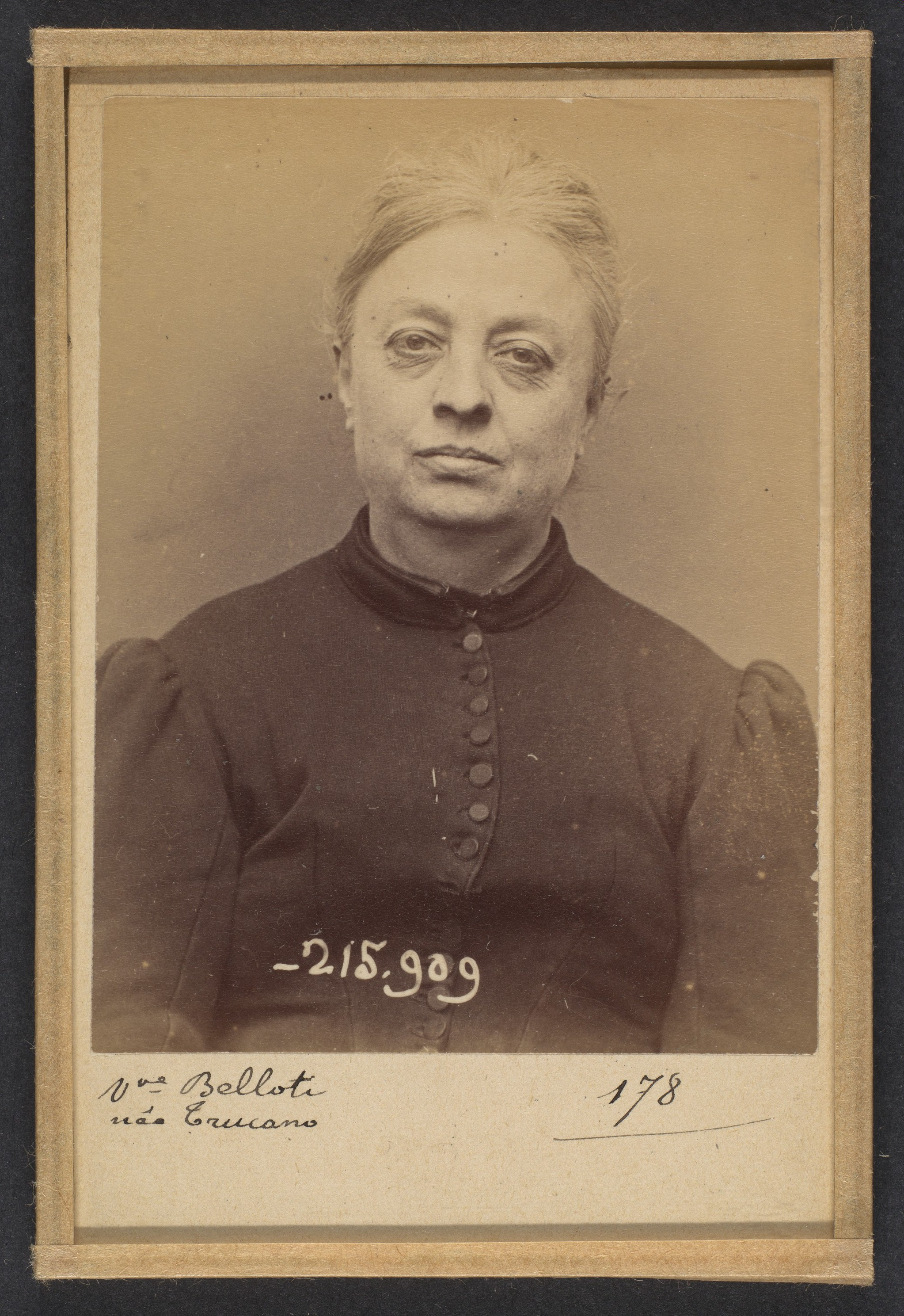
Photographie policière de Victorine Trucano par Alphonse Bertillon (1894)

Les membres de la bande sont alors mis en procès pendant le procès des Trente, visant trente figures de l'anarchisme en France destinées à être condamnées dans un procès politique après l'assassinat de Sadi Carnot par Sante Caserio. Les autorités mêlent les illégalistes de la bande à Ortiz à des théoriciens de l'anarchisme. Ortiz et Chiericotti sont accusés d'avoir « fait partie d’un groupe secret d’action ayant son siège à Londres et qui avait pour but le cambriolage sur le continent », selon les historiens Guillaume Davranche et Dominique Petit,,. 
Selon Jean Grave, lui aussi accusé pendant le procès, les membres de la bande se seraient disputés pour rejeter les responsabilités les uns sur les autres,. Malgré ses critiques de l'illégalisme, il est empathique du sort de Chiericotti pour son statut de pauvre travailleur, et déclare qu'il le pense innocent ou peu impliqué dans les actes de la bande.
Contrairement aux attentes, les jurés acquittent presque tous les accusés, à l'exception d'Ortiz, qui reçoit la plus grande peine (15 ans de déportation au bagne), de Chiericotti, qui est condamné à huit ans de déportation au bagne et de Bertani, condamné à six mois de prison pour port d'armes prohibé.

## Postérité

### Photographies policières
Les photographies policières des membres du groupe arrêtés en 1894 se trouvent au Metropolitan Museum of Art (MET) et aux Archives de la préfecture de police de Paris (Yb 28).